# Gharbi (Kerkennah)

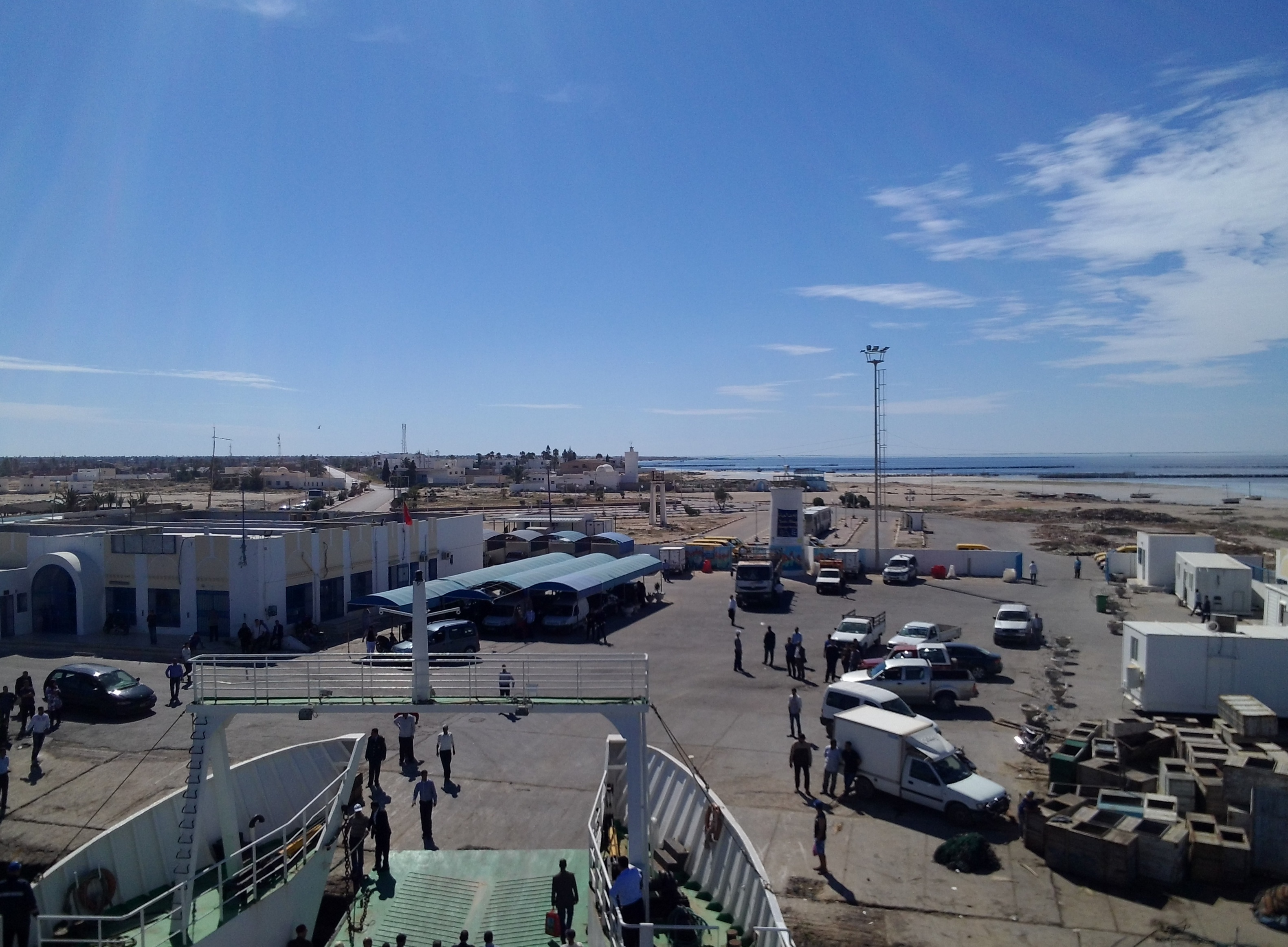
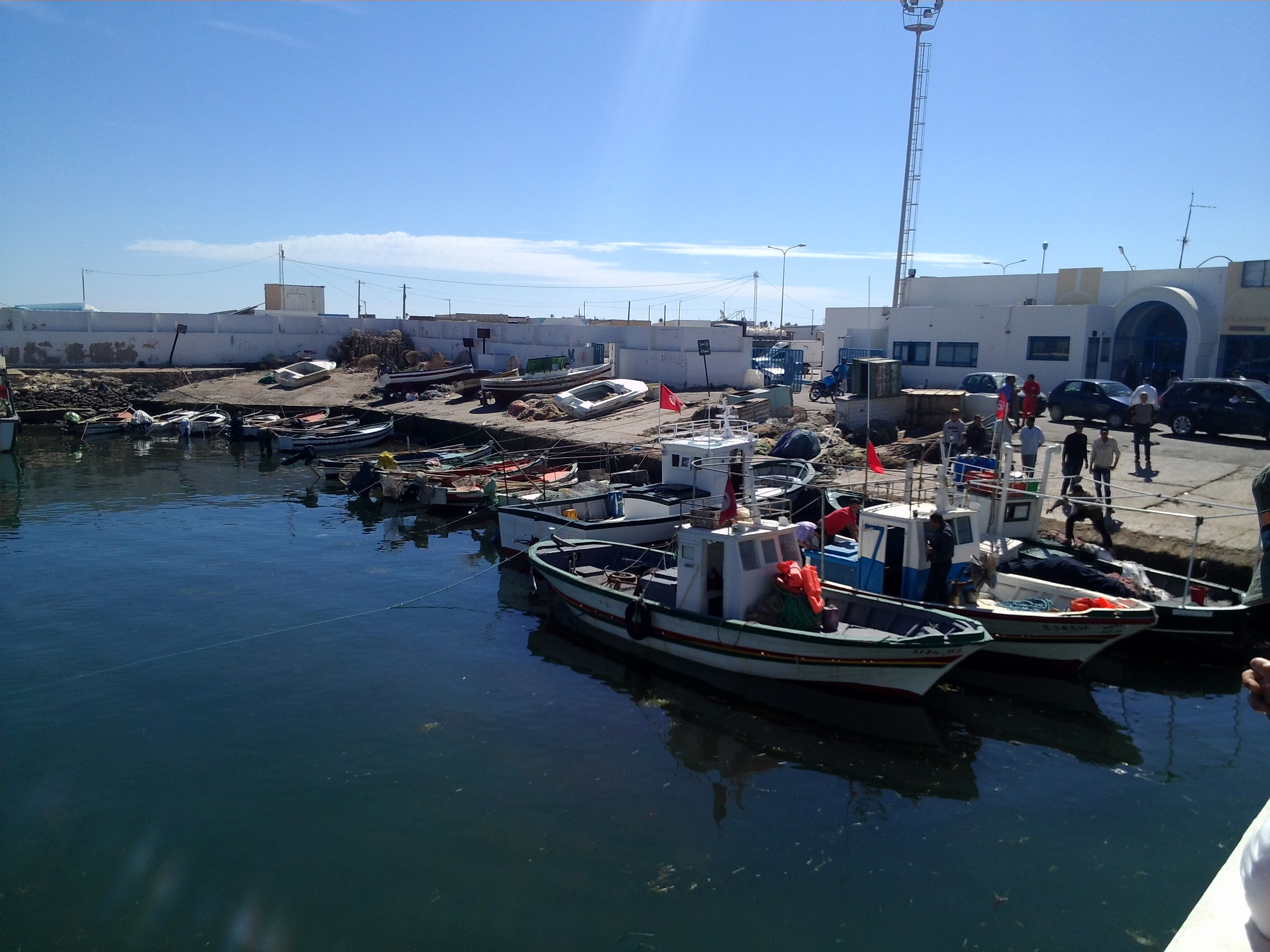
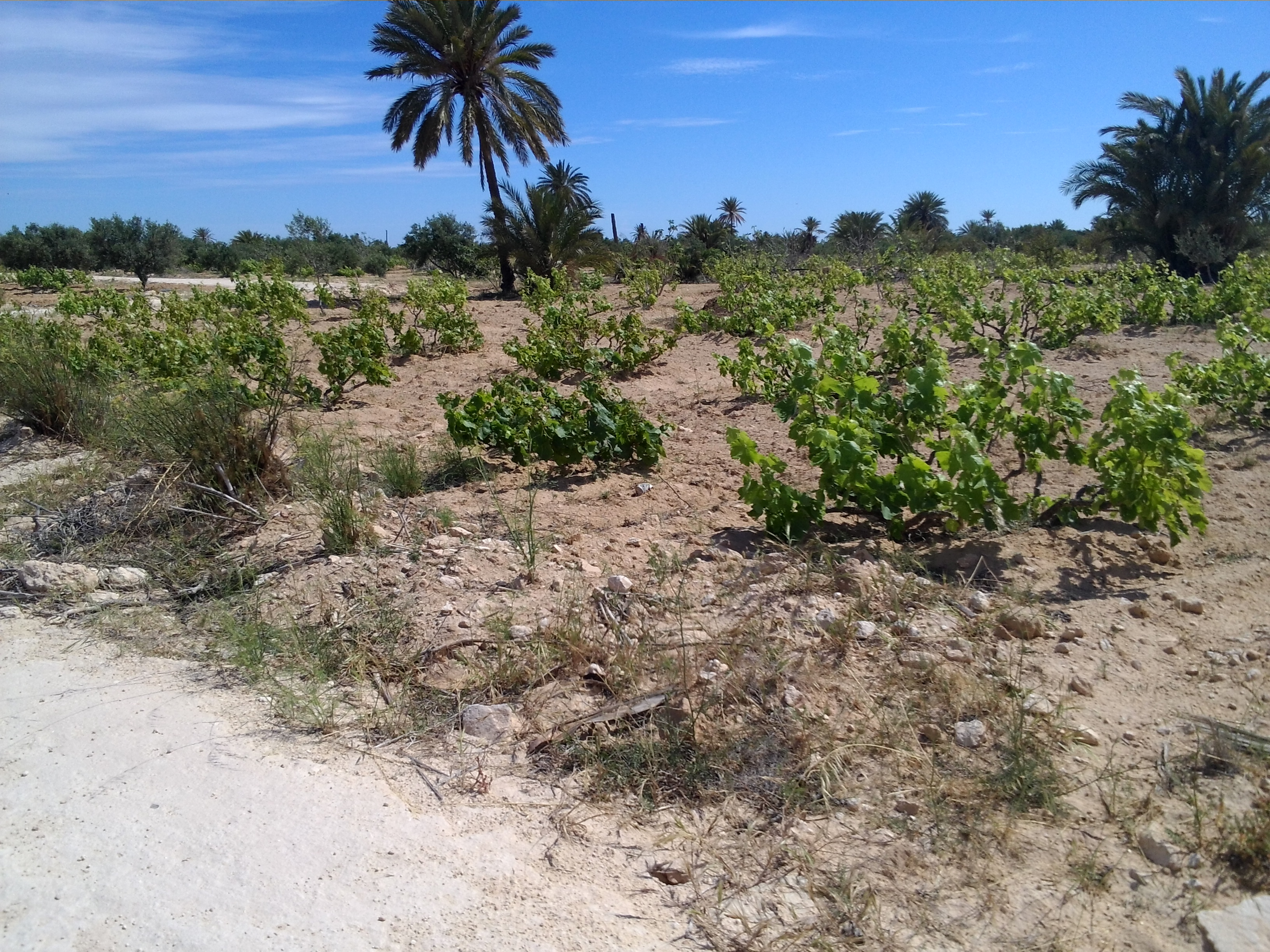
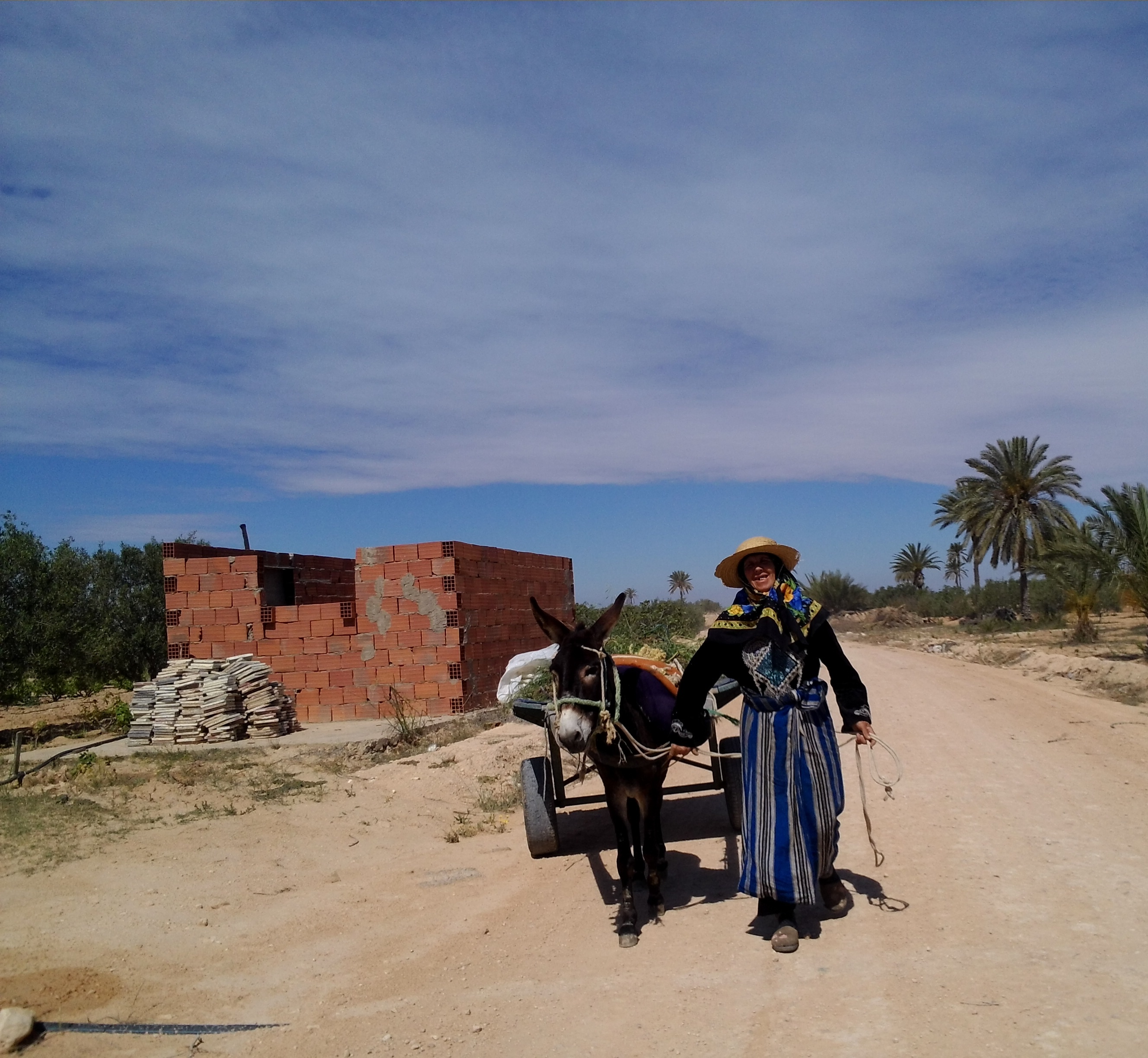

Gharbi (em árabe: غربي, "Ocidental") é uma ilha com 69 km2 de área, a segunda maior das ilhas Kerkennah, um grupo de ilhas costeiras situadas à entrada do Golfo de Gabes, na costa leste da Tunísia. O nome significa literalmente "Ocidental" em árabe. A principal povoação é Mellita. 